# Little League World Series 2007
Koordinaten: 41° 13′ 45″ N, 77° 0′ 2″ W
Die Little League World Series 2007 war die 61. Austragung der Little League Baseball World Series, einem internationalen Baseballturnier für Knaben zwischen 11 und 12 Jahren. Gespielt wurde wie jedes Jahr in South Williamsport, Pennsylvania.

## Teilnehmer
Die beiden Regionen Asien und Pazifik wurden zur Region Asien-Pazifik zusammengelegt und Japan erhielt eine eigene Gruppe.
Die 16 Teams spielen in vier Gruppen zu je vier Mannschaften Jeder gegen Jeden. Die beiden besten Mannschaften spielen dann in Ausscheidungsspielen um den Titel.
| Gruppe A                                 | Gruppe B                                       | Gruppe C                                     | Gruppe D                                                  |
| ---------------------------------------- | ---------------------------------------------- | -------------------------------------------- | --------------------------------------------------------- |
| Walpole, Massachusetts Region Neuengland | Salisbury, Maryland Region Mittelatlantik      | Willemstad, Niederländische Antillen Karibik | Mexicali, Baja California Mexiko                          |
| Lake Oswego, Oregon Region Nordwest      | Chandler, Arizona Region West                  | Tokio Japan                                  | Taizhong, Chinesisches Taipeh Asien-Pazifik               |
| Warner Robins, Georgia Region Südost     | Lubbock, Texas Region Südwest                  | Surrey, British Columbia Kanada              | Apeldoorn, Niederlande Europa, Mittlerer Osten und Afrika |
| Hamilton, Ohio Region Große Seen         | Coon Rapids, Minnesota Region Mittlerer Westen | Dhahran, Saudi-Arabien Transatlantik         | Maracaibo, Venezuela Lateinamerika                        |

## Ergebnisse
Die acht US-amerikanischen und die acht internationalen Teams wurden in zwei Gruppen aufgeteilt. Jeder spielte gegen jeden in seiner Gruppe. Die ersten Beiden zogen in die Meisterschaftsrunde ein und spielten gegen die jeweils andere Gruppe ihrer Region einen Sieger aus. Der Sieger der US-amerikanischen Finales und des internationalen Finales spielten dann in der Weltmeisterschaft gegeneinander um den Titel.

### Vereinigte Staaten

#### Gruppe A
| Platz | Region     | W | L | %     |
| ----- | ---------- | - | - | ----- |
| 1.    | Südost     | 2 | 1 | 0.667 |
| 2.    | Nordwest   | 2 | 1 | 0.667 |
| 3.    | Neuengland | 1 | 2 | 0.333 |
| 4.    | Große Seen | 1 | 2 | 0.333 |

| Datum        | Zeit  | Stadion           | Begegnung  | Begegnung | Begegnung  | Ergebnis |
| ------------ | ----- | ----------------- | ---------- | --------- | ---------- | -------- |
| 17. August   | 14:00 | Volunteer Stadium | Große Seen | –         | Neuengland | 2:3      |
| 17. August   | 20:00 | Lamade Stadium    | Südost     | –         | Nordwest   | 9:4      |
| 18. August   | 20:00 | Lamade Stadium    | Große Seen | –         | Südost     | 10:2     |
| 19. August   | 15:30 | Lamade Stadium    | Nordwest   | –         | Neuengland | 1:0      |
| 21. August   | 15:00 | Lamade Stadium    | Große Seen | –         | Nordwest   | 1:6      |
| 22. August 1 | 11:00 | Volunteer Stadium | Neuengland | –         | Südost     | 1:8      |

1 Das Spiel Neuengland gegen Südost startete am 21. August um 18:00 und musste wegen Regens Anfang des 2. Inning abgebrochen werden. Fortgesetzt wurde das Spiel am 22. August um 11:00.

#### Gruppe B
| Platz | Region           | W | L | %     |
| ----- | ---------------- | - | - | ----- |
| 1.    | Südwest          | 2 | 0 | 1.000 |
| 2.    | West             | 2 | 1 | 0.667 |
| 3.    | Mittlerer Westen | 1 | 2 | 0.333 |
| 4.    | Mittelatlantik   | 0 | 2 | 0.000 |

| Datum      | Zeit  | Stadion           | Begegnung      | Begegnung | Begegnung        | Ergebnis   |
| ---------- | ----- | ----------------- | -------------- | --------- | ---------------- | ---------- |
| 18. August | 15:00 | Lamade Stadium    | Mittelatlantik | –         | West             | 6:16       |
| 18. August | 18:00 | Volunteer Stadium | Südwest        | –         | Mittlerer Westen | 6:0        |
| 19. August | 12:00 | Volunteer Stadium | West           | –         | Südwest          | 1:5        |
| 19. August | 20:00 | Lamade Stadium    | Mittelatlantik | –         | Mittlerer Westen | 3:4        |
| 22. August | 16:00 | Lamade Stadium    | West           | –         | Mittlerer Westen | 9:2        |
| 22. August |       |                   | Südwest        | –         | Mittelatlantik   | abgesagt 2 |

2 Das Spiel Südwest gegen Mittelatlantik wurde abgesagt damit andere Spiele nach der Regenverzögerung durchgeführt werden konnten. Das Spiel hatte keinen Einfluss mehr auf die Klassierung.

### International

#### Gruppe C
| Platz | Region        | W | L | %     |
| ----- | ------------- | - | - | ----- |
| 1.    | Japan         | 2 | 0 | 1.000 |
| 2.    | Karibik       | 2 | 1 | 0.667 |
| 3.    | Kanada        | 1 | 2 | 0.333 |
| 4.    | Transatlantik | 0 | 2 | 0.000 |

| Datum      | Zeit  | Stadion           | Begegnung     | Begegnung | Begegnung     | Ergebnis   |
| ---------- | ----- | ----------------- | ------------- | --------- | ------------- | ---------- |
| 17. August | 16:00 | Volunteer Stadium | Karibik       | –         | Japan         | 3:10       |
| 18. August | 11:00 | Lamade Stadium    | Transatlantik | –         | Kanada        | 5:13       |
| 19. August | 19:00 | Volunteer Stadium | Transatlantik | –         | Karibik       | 0:2        |
| 21. August | 13:00 | Lamade Stadium    | Kanada        | –         | Japan         | 1:7        |
| 22. August | 14:00 | Volunteer Stadium | Karibik       | –         | Kanada        | 6:2        |
| 22. August |       |                   | Japan         | –         | Transatlantik | abgesagt 3 |

3 Das Spiel Japan gegen Transatlantik wurde abgesagt damit andere Spiele nach der Regenverzögerung durchgeführt werden konnten. Das Spiel hatte keinen Einfluss mehr auf die Klassierung.

#### Gruppe D
| Platz | Region        | W | L | %     |
| ----- | ------------- | - | - | ----- |
| 1.    | Lateinamerika | 3 | 0 | 1.000 |
| 2.    | Asien-Pazifik | 2 | 1 | 0.667 |
| 3.    | Mexiko        | 1 | 2 | 0.333 |
| 4.    | EMEA          | 0 | 3 | 0.000 |

| Datum        | Zeit  | Stadion           | Begegnung     | Begegnung | Begegnung     | Ergebnis |
| ------------ | ----- | ----------------- | ------------- | --------- | ------------- | -------- |
| 17. August   | 18:00 | Volunteer Stadium | Lateinamerika | –         | Asien-Pazifik | 2:1      |
| 18. August   | 13:00 | Lamade Stadium    | Mexiko        | –         | EMEA          | 11:1 (4) |
| 19. August   | 16:00 | Volunteer Stadium | EMEA          | –         | Asien-Pazifik | 1:11 (5) |
| 21. August   | 16:00 | Volunteer Stadium | EMEA          | –         | Lateinamerika | 2:21 (4) |
| 22. August 4 | 12:00 | Lamade Stadium    | Asien-Pazifik | –         | Mexiko        | 4:2      |
| 22. August   | 19:00 | Volunteer Stadium | Lateinamerika | –         | Mexiko        | 11:1     |

4 Das Spiel Asien-Pazifik gegen Mexiko wurde wegen Regens vom 21. auf den 22. August verschoben.

### Meisterschaftsspiele
|  | Halbfinale                          | Halbfinale                         |                                 |                                 | US und Intern. Finale           | US und Intern. Finale |  |  | Weltmeisterschaft                  | Weltmeisterschaft                  |
|  |                                     |                                    |                                 |                                 |                                 |                       |  |  |                                    |                                    |
|  | 23. August* 12:00 Volunteer Stadium |                                    |                                 |                                 |                                 |                       |  |  |                                    |                                    |
|  | D1 Lateinamerika                    | 2                                  |                                 |                                 |                                 |                       |  |  |                                    |                                    |
|  | D1 Lateinamerika                    | 2                                  | 25. August 12:30 Lamade Stadium |                                 |                                 |                       |  |  |                                    |                                    |
|  | C2 Karibik (7)                      | 4                                  |                                 |                                 |                                 |                       |  |  |                                    |                                    |
|  | C2 Karibik (7)                      | 4                                  | Karibik                         | 4                               |                                 |                       |  |  |                                    |                                    |
|  |                                     |                                    | Karibik                         | 4                               |                                 |                       |  |  |                                    |                                    |
|  |                                     | Japan                              | 7                               |                                 |                                 |                       |  |  |                                    |                                    |
|  | C1 Japan (10)                       | Japan                              | 7                               | 4                               |                                 |                       |  |  |                                    |                                    |
|  | C1 Japan (10)                       |                                    |                                 | 4                               |                                 |                       |  |  |                                    |                                    |
|  | D2 Asien-Pazifik                    | 3                                  |                                 | 26. August 15:30 Lamade Stadium | 26. August 15:30 Lamade Stadium |                       |  |  |                                    |                                    |
|  | 23. August 17:00 Volunteer Stadium  | 23. August 17:00 Volunteer Stadium | Japan                           | 2                               |                                 |                       |  |  |                                    |                                    |
|  | 23. August* 15:00 Lamade Stadium    | 23. August* 15:00 Lamade Stadium   |                                 | Südost (8)                      | 3                               |                       |  |  |                                    |                                    |
|  | B1 Südwest                          | 8                                  |                                 |                                 |                                 |                       |  |  |                                    |                                    |
|  | A2 Nordwest                         | 2                                  |                                 |                                 |                                 |                       |  |  |                                    |                                    |
|  | A2 Nordwest                         | 2                                  | Südwest                         | 2                               |                                 |                       |  |  |                                    |                                    |
|  |                                     |                                    | Südwest                         | 2                               | Trostspiel                      |                       |  |  |                                    |                                    |
|  |                                     | Südost                             | 5                               |                                 |                                 |                       |  |  |                                    |                                    |
|  | A1 Südost (5)                       | Südost                             | 5                               | 16                              | Karibik                         | 0                     |  |  |                                    |                                    |
|  | A1 Südost (5)                       | 25. August 15:30 Lamade Stadium    |                                 | 16                              | Karibik                         | 0                     |  |  |                                    |                                    |
|  | B2 West                             | 6                                  |                                 | Südwest                         | 1                               |                       |  |  |                                    |                                    |
|  | B2 West                             | 6                                  |                                 |                                 | 1                               |                       |  |  |                                    |                                    |
|  | 23. August 19:30 Lamade Stadium     | 23. August 19:30 Lamade Stadium    |                                 |                                 |                                 |                       |  |  | 26. August 12:00 Volunteer Stadium | 26. August 12:00 Volunteer Stadium |

* Wegen Regens vom 22. auf den 23. August verschoben.

## Weblink
- Offizielle Website der Little League World Series 2007 (englisch)